# 吉田剛 (脚本家)
吉田 剛（よしだ たけし、1935年3月2日 - 2018年11月17日）は、日本の脚本家・映画監督である。本名同じ。大阪府堺市生まれ。

## 来歴・人物
1958年、関西大学文学部卒業後、松竹大船撮影所に入社。助監督として小林正樹、篠田正浩、斎藤耕一らの作品につく。それと並行して、野村芳太郎の『おはなはん・第二部』（1966年）、小林『化石』（1975年）、瀬川昌治『哀しい気分でジョーク』（1985年）、佐藤純彌『敦煌』（1988年）や、『必殺シリーズ』（ABC）などのテレビドラマのシナリオを執筆。
1992年、野村芳太郎が急病のため、映画『復活の朝』で監督も兼任する。
1990年代の「月刊ドラマ」誌上における近況報告や随筆では、幕末におけるアメリカ人の傲慢さなども例に挙げて反米主義者を自称していたこともあった。
2018年11月17日、神奈川県大和市の自宅で死去。83歳没。

## フィルモグラフィ

### 映画

#### 助監督として
- 人間の條件シリーズ（監督：小林正樹、1959年 - 1961年）
- からみ合い（監督：小林正樹、1961年）
- 切腹（監督：小林正樹、1962年）
- 乾いた花（監督：篠田正浩、1964年）
- 怪談（監督：小林正樹、1964年）
- 影の車（監督：野村芳太郎、1970年）
- 約束（監督：斎藤耕一、1972年）
- 旅の重さ（監督：斎藤耕一、1972年）

#### 脚本家として
- おはなはん・第二部（監督：野村芳太郎、1966年）
- 化石（監督：小林正樹、1975年）
- 恋の空中ぶらんこ（ジェームス三木と共同執筆。監督：松林宗恵、1976年）
- 劇場版必殺シリーズ
  - 必殺! THE HISSATSU（野上龍雄と共同執筆。監督：貞永方久、1984年）
  - 必殺! ブラウン館の怪物たち（監督：広瀬襄、1985年）
  - 必殺!5 黄金の血（監督：舛田利雄、1991年）
  - 必殺! 主水死す（監督：貞永方久、1996年）
- 哀しい気分でジョーク（監督：瀬川昌治、1985年）
- 敦煌（監督：佐藤純彌（共同執筆兼任）、1988年）
- 復活の朝（監督兼任、1992年）
- 伊能忠敬 子午線の夢（監督：小野田嘉幹、2001年）

### テレビドラマ
※量が多いため、伸縮型のメニューとして掲載する。右にある[表示]をクリックすると一覧が表示される。